# Marcel Aymé
Marcel Aymé (29 tháng 3 năm 1902 - 14 tháng 10 năm 1967) là một nhà văn và nhà viết kịch người Pháp. Ông nổi tiếng với những tác phẩm trào phúng trong đó nổi bật là tập truyện ngắn "Le Passe-muraille" (Người đàn ông đi xuyên tường).

## Tiểu sử
Marcel Aymé sinh năm 1902 ở thị trấn Joigny thuộc tỉnh Yonne, Pháp. Là con thứ trong số 6 anh chị em, Aymé mồ côi mẹ từ khi lên 2 và được nuôi nấng bởi ông bà ngoại tại Villers-Robert, Jura. Ngôi làng này sau đó đã xuất hiện trong nhiều tác phẩm của Aymé như La Jument verte, La Vouivre, Gustalin hay La Table aux crevés. Cho đến năm 1910 thì ông bà ngoại của Aymé cũng lần lượt qua đời và cậu bé chuyển đến sống với bà cô và đi học tại Dole nhưng vẫn thường xuyên quay về vùng đồng quê trong các kì nghỉ. Mặc dù học không giỏi nhưng sau khi hết phổ thông, Aymé vẫn theo một lớp dự bị với ý định thi vào Trường Bách khoa Paris, tuy nhiên ý định này cũng không thành khi Aymé mắc bệnh cúm Tây Ban Nha, căn bệnh vừa khiến nhà văn tương lai phải kết thúc sự nghiệp học hành, vừa làm cho sức khỏe ông sa sút từ khi còn rất trẻ..

## Sự nghiệp
Sau thời gian phục vụ quân ngũ từ năm 1919 đến năm 1923, Marcel Aymé đến Paris và thử làm nhiều nghề trước khi bắt đầu viết tiểu thuyết đầu tay, Brûlebois (xuất bản năm 1926). Ngay lập tức tác phẩm này đã gây được tiếng vang và thúc đẩy Aymé tiếp tục sự nghiệp văn học với Aller-retour (1927) và La Table aux crevés (1929), tiểu thuyết thứ hai đã giúp nhà văn giành Giải Renaudot, một trong bốn giải thưởng văn học lớn của Pháp. Bên cạnh nghề viết văn, Aymé cũng thử sức với các kịch bản sân khấu, ông hoàn thành kịch bản Vogue la galère trước Chiến tranh thế giới thứ hai, tác phẩm này được trình diễn lần đầu năm 1947..
Sau những thành công ban đầu, Marcel Aymé bị chỉ trích rất nhiều trong thời gian Pháp bị Đức Quốc xã chiếm đóng vì đã tham gia viết cho những tờ báo cộng tác với Đức như Je suis partout, La Gerbe. Tuy nhiên do không viết về những đề tài chính trị, ông không bị đặt vào danh sách đen của các nhà văn "phản bội" sau khi nước Pháp được giải phóng. Mặc dù bị tổn thương rất nhiều sau những lời chỉ trích, Marcel Aymé vẫn tiếp tục sáng tác trên cả hai lĩnh vực văn học và sân khấu, các tác phẩm của ông vẫn được công chúng đón nhận nhưng giới phê bình lại tỏ ra lạnh nhạt, thái độ của họ đối với tác phẩm của Aymé giữ nguyên như vậy cho tới khi ông qua đời. Nhà văn còn gặp thêm rắc rối khi ông sáng tác La Mouche bleue, tác phẩm mang màu sắc bài Mỹ ngay trong thời gian chủ nghĩa ủng hộ Mỹ đang lên cao ở Pháp. Năm 1950, ông đã từ chối lời mời tham gia Viện Hàn lâm Pháp (Académie française).
Marcel Aymé qua đời tại Paris ngày 14 tháng 10 năm 1967.

## Tưởng nhớ
Tại khu Montmartre người ta đã đặt tên cho một quảng trường nhỏ ở gần nơi nhà văn từng sống nhiều năm là "Quảng trường Marcel-Aymé. Tại quảng trường này có đặt một bức tượng do Jean Marais sáng tác năm 1989 mô tả hình ảnh Người đàn ông đi xuyên tường (Le Passe-muraille), tên tập truyện ngắn nổi tiếng do Aymé sáng tác năm 1943.

## Tác phẩm

### Tiểu thuyết và truyện ngắn
- Les Jumeaux du diable (1928)
- La Table aux crevés (1929)
- Brûlebois (1930)
- La Rue sans nom (1930)
- Le Vaurien (1931)
- Le Puits aux images (1932)
- La Jument verte (1933)
- Maison basse (1934)
- Le Nain (1934)
- Le Moulin de la Sourdine (1936)
- Derrière chez Martin (1936)
- Silhouette du scandale (1938)
- Gustalin (1938)
- Le Bœuf clandestin (1939)
- La Belle image (1941)
- La Vouivre (1941)
- Travelingue (1941)
- Le Passe-muraille (1943)
- Le Chemin des écoliers (1946)
- Le Vin de Paris (1947)
- Uranus (1948)
- Les Bottes de sept lieues (1950)
- En arrière (1950)
- Les Contes du chat perché (1934-1946)
- Les tiroirs de l'inconnu (1960)
- Enjambées (1967)

### Kịch bản sân khấu
- Lucienne et le boucher (1948)
- Clérambard (1950)
- Vogue la galère (1951)
- La Tête des autres (1952)
- Les Quatre vérités (1954)
- Les Sorcières de Salem (1954)
- Les Oiseaux de lune (1955)
- La Mouche bleue (1957)
- Vu du pont (1957)
- Louisiane (1961)
- Les Maxibules (1961)
- La Consommation (1963)
- Le Placard (1963)
- La Nuit de l'iguane
- La Convention Belzébir (1966)
- Le Minotaure (1967)